# Kumaravel Somasundaram
Kumaravel Somasundaram (nacido el 8 de octubre de 1962) es un biólogo oncológico indio y profesor del Departamento de Microbiología y Biología Celular del Instituto Indio de Ciencias. Conocido por sus estudios sobre la terapéutica del glioblastoma, Somasunderam es miembro electo de las tres principales academias científicas indias: la Academia Nacional de Ciencias de la India, la Academia de Ciencias de la India y la Academia Nacional de Ciencia de la India. El Departamento de Biotecnología del Gobierno de la India le concedió en 2006 el Premio Nacional de Biociencia para el Desarrollo de la Carrera, uno de los más altos galardones científicos indios, por sus contribuciones a las biociencias.

## Biografía

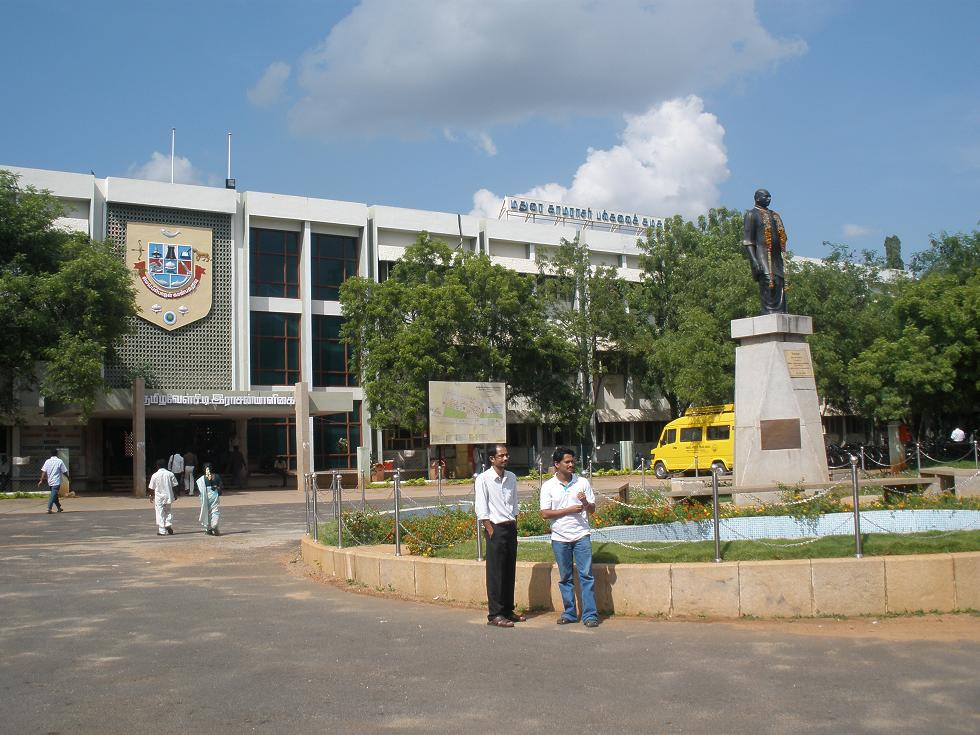
Universidad Madurai Kamaraj - vista frontal

Kumaravel Somasundaram, nacido el 8 de octubre de 1962 en el estado de Tamil Nadu, en el sur de la India, se licenció en medicina veterinaria en el Madras Veterinary College y realizó sus estudios de posgrado en la Universidad Madurai Kamaraj para obtener un máster en biotecnología. Continuó sus estudios de doctorado en la universidad bajo la dirección de Kuppamuthu Dharmalingam y, tras obtener el doctorado, se trasladó a Estados Unidos para realizar su trabajo posdoctoral, primero bajo la dirección de Bayar Thimmapaya en la Facultad de Medicina de la Universidad de Northwestern durante 1993-95 y, posteriormente, en el Instituto Médico Howard Hughes de la Universidad de Pensilvania, trabajando en los virus tumorales del ADN y los genes supresores de tumores, bajo la supervisión de Wafik El-Deiry de 1995 a 1999. A su regreso a la India, se incorporó al Instituto Indio de Ciencias (IISc) como miembro del profesorado de la división de ciencias biológicas, posteriormente se convirtió en profesor asociado del Departamento de Microbiología y Biología Celular y continúa su asociación con el IISc, ejerciendo como profesor. También dirige el grupo de investigación, conocido popularmente como el laboratorio del profesor Kumar Somasundaram.
Somasundaram reside en la colonia de viviendas IISc en Bengaluru, Karnataka .

## Legado

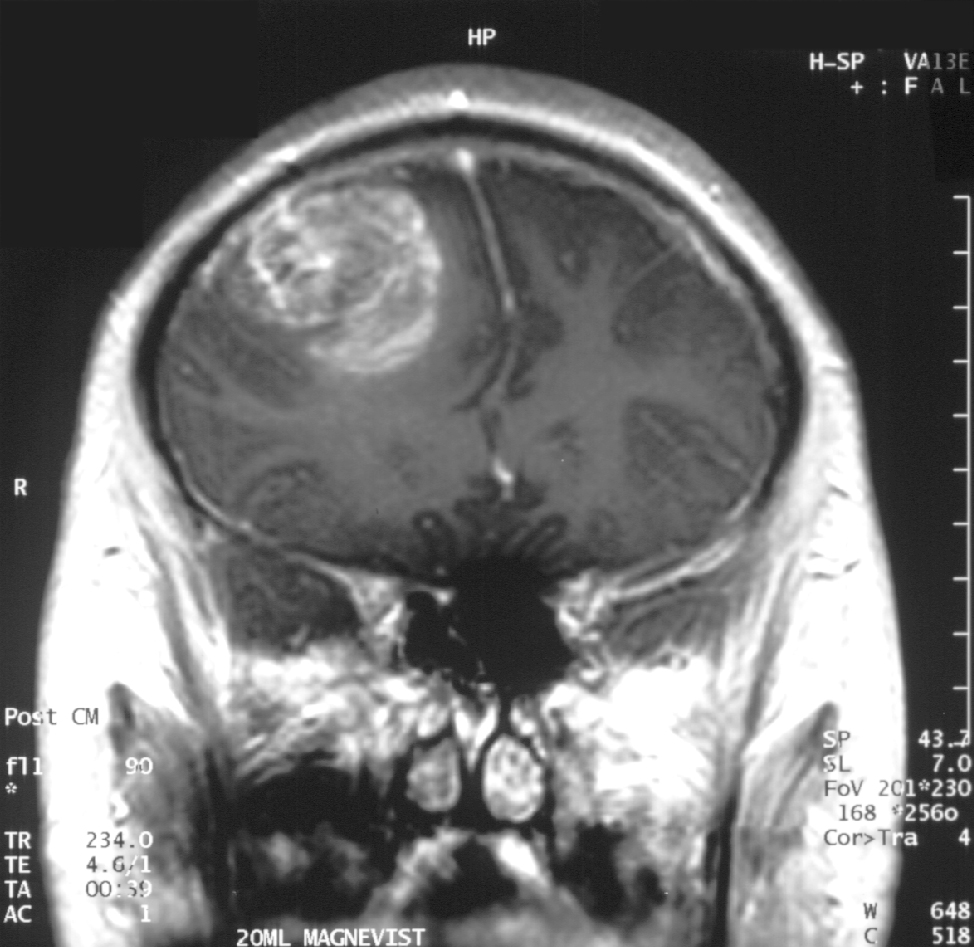
Glioblastoma - RMN coronal con contraste

El trabajo de Somasundaram se centra en el estudio de los oncovirus, los genes supresores de tumores, los gliomas y los microARN, y ha realizado investigaciones avanzadas sobre el glioblastoma, una forma agresiva de cáncer que afecta al cerebro. El grupo que dirige realiza trabajos sobre la determinación del papel del antígeno tumoral celular p53 en el glioma, la regulación de la proteína p73 en pacientes con cáncer de cuello de útero, el uso de la región temprana 1A de Adenovirus, un gen supresor de tumores, el estudio analítico del gen BRCA1 en el cáncer de mama y el análisis y la regulación de SV2A, una proteína de la vesícula sináptica. Demostró que el glioblastoma se propaga rápidamente al producir el factor estimulante de colonias de macrófagos (MCSF) en grandes cantidades, que a su vez estimulan el crecimiento de los vasos sanguíneos en el tumor. Propuso que el MCSF interactuaba con las células microgliales antitumorales del cuerpo humano y las inducía a producir la proteína 1 de unión al factor de crecimiento similar a la insulina (IGFBP1), lo que mermaba la capacidad de las células microgliales para combatir las células tumorales, un proceso que denominó befriending. El descubrimiento de esta nueva molécula, la IGFBP1, y su papel en la angiogénesis del glioma, dio lugar a una investigación en colaboración en la que participaron cuatro instituciones de investigación: el Instituto Nacional de Salud Mental y Ciencias Neurológicas, el Instituto de Ciencias Médicas Superiores Sri Sathya Sai y el Instituto de Genómica Funcional (INSERM) de la Universidad de Montpellier, además del IISc. El equipo de investigación dirigido por Somasundaram y Phillipe Marin, del INSERM, validó los hallazgos anteriores y propuso un nuevo protocolo terapéutico para el glioblastoma que se dirigía al IGFBP1, en lugar del factor de crecimiento endotelial vascular (VEGF), al que atacaban los métodos de tratamiento anteriores. Posteriormente, los investigadores dieron a conocer sus hallazgos en un artículo titulado Glioblastoma-derived Macrophage Colony Stimulating Factor (MCSF) Induces Microglial Release of Insulin-like Growth Factor-Binding Protein 1 (IGFBP1) to Promote Angiogenesis, publicado en el Journal of Biological Chemistry. En su laboratorio se está trabajando en el desarrollo de biomarcadores (ya se han descubierto veinte genes, de los cuales el denominado gen X) para los que se está estudiando en detalle el microARN, la metilación del ADN, las modificaciones de la cromatina y las fusiones de genes. Sus estudios se han documentado mediante una serie de artículos y ResearchGate, un repositorio en línea de artículos científicos, recoge 178 de ellos. También ha dirigido talleres, entre ellos el Taller sobre Secuenciación de Próxima Generación organizado por el Consejo de Investigación Científica e Industrial en noviembre de 2013, y ha pronunciado discursos en diversas conferencias y seminarios, entre ellos la 5ª reunión anual de la Sociedad de Proteómica de la India, celebrada en septiembre de 2013.
A Somasundaram se le atribuye la creación del primer laboratorio de oncología molecular en el IISc y sus contribuciones también se recogen en el establecimiento de una instalación para la genómica en el instituto. Ha llevado a cabo numerosos programas de investigación en biología del cáncer, entre los que se encuentra la iniciativa del IISC sobre Biología y Terapéutica del Cáncer. Es el investigador principal del Programa de Genómica del IISc en colaboración con la Iniciativa de Liderazgo Tecnológico Indio del Nuevo Milenio (NMITLI) del Consejo de Investigación Científica e Industrial (CSIR) y es el co-convocante del Programa de Asociación DBT - IISc para la Investigación Avanzada en Ciencias Biológicas y Bioingeniería. Es miembro del grupo de trabajo de neurobiología del DBT del Departamento de Biotecnología, forma parte del consejo editorial de la revista Cancer Biology and Therapy, publicada por Taylor & Francis, y es antiguo miembro del senado del Instituto Indio de Ciencias.

## Premios y honores
Somasundaram recibió la Beca Internacional de Investigación Senior del Wellcome Trust en 2004. El Departamento de Biotecnología del Gobierno de la India le concedió el Premio Nacional de Biociencia para el Desarrollo de la Carrera, uno de los más altos galardones científicos de la India, en 2006. La Academia de Ciencias de la India le eligió como miembro en 2007 y ese mismo año recibió la beca electa de la Academia Nacional de Ciencias de la India. La otra gran academia científica india, la Academia Nacional de Ciencias de la India, lo eligió como becario en 2009.